# Nilsu Berfin Aktaş
Nilsu Berfin Aktaş (Ankara, 17 de agosto de 1998) es una actriz y modelo turca.

## Biografía
Nilsu Berfin Aktaş nació el 17 de agosto de 1998 en Ankara (Turquía), y desde temprana edad mostró interés por la actuación.

## Carrera
Nilsu Berfin Aktaş se graduó del departamento de actuación de Yetenek Evi Sanat Akademisi e hizo su primera aparición en televisión en 2018 al participar en el programa de televisión emitido en Star TV Geleceğin Starı. Al año siguiente, en 2019, participó en varios comerciales de marcas corporativas como Cornetto, Çetmen Mobilya, Fuse Tea y Lifecell.En 2019 hizo su primera aparición como actriz con el papel de Zeynep en la película Rastlantı dirigida por Onur Ogden.
De 2019 a 2021 fue elegida para interpretar el papel de Gökçe Mollaoğlu en la serie emitida en Show TV "Kuzey Yıldızı İlk Aşk". En el mismo año interpretó el papel de Dilara en la serie crimen surrealista web de Exxen "Ölüm Zamanı", en la que actuó junto a los actores Mert Yazıcıoğlu, Mert Ramazan Demir.
En el mismo año fue la cara de la marca Pantene y del sitio de electrónica Misli.com.En el 2021 ganó el Ayakli Gazete TV Stars Awards como Estrellas jóvenes en ascenso del año. El 4 de diciembre de 2022 ganó los premios Pantene Golden Butterfly Awards como Estrella naciente.En el 2021 interpretó el papel de Hayat en la serie emitida en Star TV Benim Hayatım. En el 2022 interpretó el papel de Pınar en la serie emitida en ATV Kalp Yarası. En el mismo año, participó en el programa de televisión emitido en TV8 O Ses Türkiye Yılbaşı Özel.
En 2022 y 2023 se unió al elenco de la serie emitida en la popular serie Gelsin Hayat Bildiği Gibi, en la que interpretó el papel de Gizem Demirci. En 2023 fue elegida para interpretar el papel de Gülbeyaz "Yaz" Yıldırım en la serie emitida en Fox Yaz Şarkısı, en la que actuó junto a los actores Mustafa Mert Koç y Efekan Can.

## Vida personal
Nilsu Berfin Aktaş en 2021 se casó en secreto con el empresario de Ankara Serdar Sertçelik. Se confirmó que se divorciaría de su esposo, Serdar, quien estaba en prisión y luego escapó al extranjero. Finalmente, la pareja se divorció el 14 de julio de 2023.

## Filmografía

### Cine
| Año  | Título    | Personaje | Director   |
| ---- | --------- | --------- | ---------- |
| 2019 | Rastlantı | Zeynep    | Onur Ogden |

### Televisión
| Año       | Título                    | Personaje               | Cadeña  | Notas        |
| --------- | ------------------------- | ----------------------- | ------- | ------------ |
| 2019-2021 | Kuzey Yıldızı İlk Aşk     | Gökçe Mollaoğlu         | Show TV | 64 episodios |
| 2021      | Benim Hayatım             | Hayat                   | Star TV | 6 episodios  |
| 2022      | Kalp Yarası               | Pınar                   | ATV     | 5 episodios  |
| 2022-2023 | Gelsin Hayat Bildiği Gibi | Gizem Demirci           | Show TV | 37 episodios |
| 2023      | Yaz Şarkısı               | Gülbeyaz "Yaz" Yıldırım | Fox     | 8 episodios  |

### Web TV
| Año  | Título      | Personaje | Plataforma | Notas       |
| ---- | ----------- | --------- | ---------- | ----------- |
| 2021 | Ölüm Zamanı | Dilara    | Exxen      | 8 episodios |

## Programas de televisión
| Año  | Título                     | Cadeña  | Role             |
| ---- | -------------------------- | ------- | ---------------- |
| 2018 | Geleceğin Starı            | Star TV | Estella invitada |
| 2022 | O Ses Türkiye Yılbaşı Özel | TV8     | Estella invitada |

## Comerciales
| Año  | Título         | Notas         |
| ---- | -------------- | ------------- |
| 2019 | Cornetto       | [ 11 ]        |
| 2019 | Çetmen Mobilya | [ 12 ]        |
| 2019 | Fuse Tea       | [ 13 ]        |
| 2019 | Lifecell       | [ 15 ]        |
| 2021 | Pantene        | [ 27 ]        |
| 2021 | misli.com      | [ 28 ] [ 29 ] |

## Premios y reconocimientos
| Año  | Premio                          | Categoría                            | Resultado | Notas                |
| ---- | ------------------------------- | ------------------------------------ | --------- | -------------------- |
| 2021 | Ayakli Gazete TV Stars Awards   | Estrellas jóvenes en ascenso del año | Ganadora  | [ 30 ] [ 31 ]        |
| 2022 | Pantene Golden Butterfly Awards | Estrella naciente                    | Ganadora  | [ 32 ] [ 33 ] [ 34 ] |